# Bliss (Kentucky)
Pour les articles homonymes, voir Bliss.
Bliss est une zone non incorporée (Unincorporated community) du comté d'Adair dans le Kentucky.